# FSV Zwickau
Fußball-Sportverein Zwickau e.V. é uma agremiação esportiva alemã, fundada em 1912, sediada em Zwickau, na Saxônia. O clube se origina de um outro intitulado SC Planitz, de um homônimo distrito do sul da cidade. Atualmente milita na 3°liga .

## História
Sob o Terceiro Reich o futebol alemão foi reorganizado. Em 1933, dezesseis máximas divisões foram criadas e intituladas Gauligen. O Planitz atuou na na Gauliga Sachsen, na qual começou logo a lutar pelo título regional, o qual conquistaria somente em 1942 contra os rivais do Dresdner SC. No fim da Segunda Guerra Mundial as autoridades aliadas desmantelaram todas as associações esportivas. O clube foi refundado em 1945 com o nome de SG Planitz.
Como todos os outros times futebolísticos da República Democrática Alemã, também essa equipe, no curso da sua história, mudou várias vezes o seu nome, o qual frequentemente evidenciava a "força de trabalho socialista" usada a modo de propaganda. O time foi renomeado, em 1949, ZSG Horch Zwickau, em 1950, antes com o nome de BSG Horch Zwickau e depois como BSG Motor Zwickau. Em 1968 se uniu ao Aktivist Karl Marx Zwickau para se tornar BSG Sachsenring Zwickau. Enfim a sociedade tomou o nome atual, em 1990, após a reunificação alemã.

## Os primeiros campeões da Alemanha Oriental
Em 1948, o SG Planitz venceu o primeiro campeonato da zona de ocupação soviética, organizado pela Freie Deustche Jugend, a ala jovem do partido comunista, derrotando o SG Freiimfelde Halle por 1 a 0 após um caminho convincente nos play-offs. Inicialmente era previsto um play-off entre várias equipes vencedoras das respectivas zonas de ocupação, mas por conta de tensões ocorridas pela Guerra Fria, as autoridades soviéticas proibiram o Planitz de voar para Stuttgart para afrontar o Nuremberg nas quartas de final. No ano sucessivo o clube fez uma péssima temporada e não se qualificou para os play-offs.
Na temporada 1949-1950 o time foi renomeado Horch Zwickau e foi admitido por direito na nova máxima série da DDR, o campeonato da Alemanha Oriental. O clube se tornou o primeiro campeão em absoluto do certame ao vencer na última rodada os rivais do Dresden Friedrichstadt.
O Dresden, porém, teve antes da final um caminho muito sofrido e foi desfavorecido pelas autoridades comunistas, as quais o consideravam um time por demais burguês. O Zwickau jogou uma partida muito faltosa, e favorecido pelo fato do árbitro ter recusado as substituições dos jogadores da equipe de Dresden, deixando em campo apenas oito homens, venceu a partida por 5 a 1. Os torcedores do Dresden invadiram o campo várias vezes durante o curso do jogo e ainda agrediram um jogador do Zwickau. Sucessivamente chegou a polícia para acabar com a confusão. O Dresden foi dissolvido e os jogadores se transferiram para várias outras equipes. Alguns conseguiram atravessar a cortina de ferro para atuar no Hertha Berlin. Seja como for, essa partida será sempre recordada como um exemplo evidente de como as autoridades políticas da Alemanha Oriental podiam manipular também os resultados esportivos.
O Zwickau permaneceu uma equipe competitiva por todos os anos 1950 mas não conseguiu conquistar outros campeonatos. Nas décadas seguintes regrediu até se tornar um time de média-baixa classificação. Outra história teve na Copa da Alemanha Oriental. Após perder o troféu na final, o time conseguiu vencer a copa em 1963, 1967 e 1975. Em campo internacional, o time figurou de maneira excelente na Copa das Copas, em 1975-1976, eliminando sucessivamente Panathinaikos, Fiorentina, Celtic antes de ser eliminado pelo futuros campeões do Anderlecht. Nos primeiros anos da década de 1980 o clube foi rebaixado para a DDR-Liga, fazendo depois algumas aparições na DDR-Oberliga.

## Da reunificação até hoje
Após a reunificação das duas ligas alemãs, o Zwickau foi remanejado à Oberliga Nordost-Süd e, em 1994, conseguiu ser promovido para a Zweite Bundesliga, na qual permaneceu por quatro anos. O time foi rebaixado para a Regionalliga e sucessivamente desceu para a Oberliga, o quarto nível do futebol alemão. Problemas financeiros o fizeram retroceder, em 2004, para a Landesliga Sachsen, o quinto nível, mas depois de uma ótima temporada, o clube conseguiu voltar à Oberliga, série na qual atua.

## Títulos
- Soviet zone championship: 1
  - Campeão: 1948;
- DDR-Oberliga: 1
  - Campeão: 1949-50;
- East German Cup Campeão 3
  - Campeão: 1962-63, 1966-67, 1974-75;
- Gauliga Sachsen: 1
  - Campeão: 1942;
- Oberliga Nordost Grupo Süd (V): 1
  - Campeão: 2011-12;
- Regionaligga Northeast

*  Campeão:  2015-16  

## Cronologia
| Temporada | Módulo | Liga                      | Colocação |
| --------- | ------ | ------------------------- | --------- |
| 1949/50   | I      | DDR-Oberliga              | 1ª        |
| 1950/51   | I      | DDR-Oberliga              | 3ª        |
| 1951/52   | I      | DDR-Oberliga              | 4ª        |
| 1952/53   | I      | DDR-Oberliga              | 3ª        |
| 1953/54   | I      | DDR-Oberliga              | 11ª       |
| 1954/55   | I      | DDR-Oberliga              | 5ª        |
| 1955      | I      | DDR-Oberliga              | 4ª        |
| 1956      | I      | DDR-Oberliga              | 11ª       |
| 1957      | I      | DDR-Oberliga              | 10ª       |
| 1958      | I      | DDR-Oberliga              | 8ª        |
| 1959      | I      | DDR-Oberliga              | 8ª        |
| 1960      | I      | DDR-Oberliga              | 4ª        |
| 1961/62   | I      | DDR-Oberliga              | 5ª        |
| 1962/63   | I      | DDR-Oberliga              | 7ª        |
| 1963/64   | I      | DDR-Oberliga              | 12ª       |
| 1964/65   | I      | DDR-Oberliga              | 8ª        |
| 1965/66   | I      | DDR-Oberliga              | 10ª       |
| 1966/67   | I      | DDR-Oberliga              | 3ª        |
| 1967/68   | I      | DDR-Oberliga              | 7ª        |
| 1968/69   | I      | DDR-Oberliga              | 5ª        |
| 1969/70   | I      | DDR-Oberliga              | 5ª        |
| 1970/71   | I      | DDR-Oberliga              | 6ª        |
| 1971/72   | I      | DDR-Oberliga              | 7ª        |
| 1972/73   | I      | DDR-Oberliga              | 8ª        |
| 1973/74   | I      | DDR-Oberliga              | 8ª        |
| 1974/75   | I      | DDR-Oberliga              | 7ª        |
| 1975/76   | I      | DDR-Oberliga              | 9ª        |
| 1976/77   | I      | DDR-Oberliga              | 8ª        |
| 1977/78   | I      | DDR-Oberliga              | 10ª       |
| 1978/79   | I      | DDR-Oberliga              | 12ª       |
| 1979/80   | I      | DDR-Oberliga              | 8ª        |
| 1980/81   | I      | DDR-Oberliga              | 11ª       |
| 1981/82   | I      | DDR-Oberliga              | 12ª       |
| 1982/83   | I      | DDR-Oberliga              | 14ª       |
| 1983/84   | I      | DDR-Liga                  | 1ª        |
| 1984/85   | I      | DDR-Liga                  | 1ª        |
| 1985/86   | I      | DDR-Oberliga              | 14ª       |
| 1986/87   | II     | DDR-Liga                  | 2ª        |
| 1987/88   | II     | DDR-Liga                  | 1ª        |
| 1988/89   | I      | DDR-Oberliga              | 13ª       |
| 1989/90   | II     | DDR-Liga                  | 4ª        |
| 1990/91   | II     | DDR-Liga                  | 1ª        |
| 1991/92   | III    | NOFV-Oberliga Staffel Süd | 1ª        |
| 1992/93   | III    | NOFV-Oberliga Staffel Süd | 5ª        |
| 1993/94   | III    | NOFV-Oberliga Staffel Süd | 1ª        |
| 1994/95   | II     | 2. Bundesliga             | 16ª       |
| 1995/96   | II     | 2. Bundesliga             | 5ª        |
| 1996/97   | II     | 2. Bundesliga             | 14ª       |
| 1997/98   | II     | 2. Bundesliga             | 17ª       |
| 1998/99   | III    | Regionalliga Nordost      | 4ª        |
| 1999/00   | III    | Regionalliga Nordost      | 18ª       |
| 2000/01   | IV     | NOFV-Oberliga Staffel Süd | 4ª        |
| 2001/02   | IV     | NOFV-Oberliga Staffel Süd | 6ª        |
| 2002/03   | IV     | NOFV-Oberliga Staffel Süd | 6ª        |
| 2003/04   | IV     | NOFV-Oberliga Staffel Süd | 8ª        |
| 2004/05   | IV     | NOFV-Oberliga Staffel Süd | 14ª       |
| 2005/06   | V      | Landesliga Sachsen        | 1ª        |
| 2006/07   | IV     | NOFV-Oberliga Staffel Süd | 9ª        |
| 2007/08   | IV     | NOFV-Oberliga Staffel Süd | 14ª       |
| 2008/09   | V      | NOFV-Oberliga Staffel Süd | 7ª        |
| 2009/10   | V      | NOFV-Oberliga Staffel Süd | 9ª        |
| 2010/11   | V      | NOFV-Oberliga Staffel Süd | 9ª        |
| 2011/12   | V      | NOFV-Oberliga Staffel Süd | 1ª        |
| 2012/13   | IV     | Regionalliga Nordost      | ª         |